# Strängstorp
Strängstorp är en småort i Floda socken i  Katrineholms kommun i Södermanlands län, belägen ungefär 5 km norr om Katrineholm.